# Crinum walteri
Crinum walteri är en amaryllisväxtart som beskrevs av Overkott. Crinum walteri ingår i släktet Crinum, och familjen amaryllisväxter. Inga underarter finns listade i Catalogue of Life.